# Annie Rey-Goldzeiguer
Annie Rey-Goldzeiguer, née le 12 décembre 1925 à Tunis et morte le 17 avril 2019 à Massiac, est une historienne, spécialiste de l'Algérie coloniale. Elle a soutenu une thèse sur les initiatives du Second Empire en Algérie et l'évolution des sociétés traditionnelles sous la colonisation : Le Royaume arabe. La politique algérienne de Napoléon III (1861-1870) en 1974.
Elle a aussi publié un ouvrage, reconnu important par tous les spécialistes de la période : Aux origines de la guerre d'Algérie, 1940-1945. De Mers-el-Kébir aux massacres du Nord-Constantinois, en 2002.

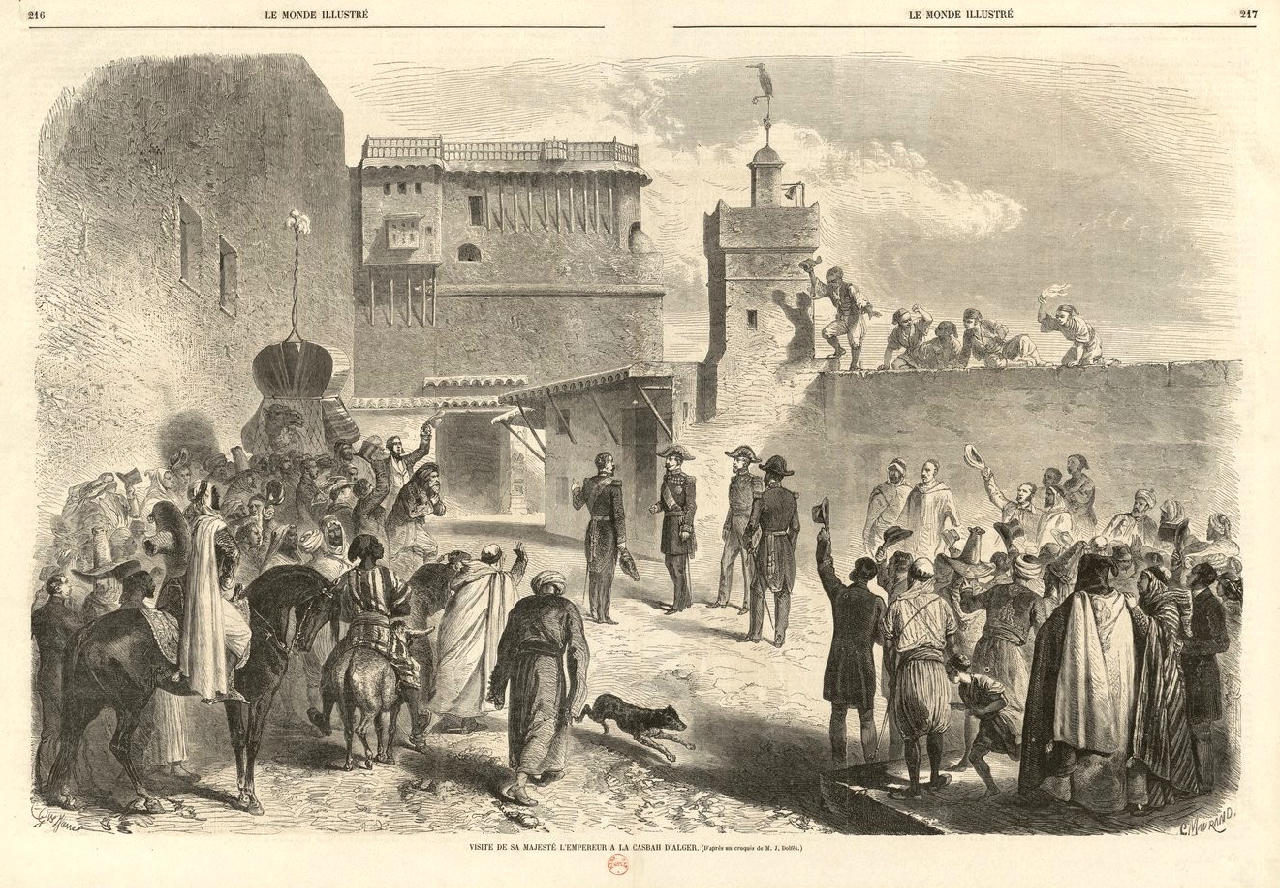
Napoléon III visite la Casbah d'Alger, 1865.

## Biographie

### Repères
Annie Rey-Goldzeiguer est née en 1925 à Tunis. Rey est son nom d'épouse, Goldzeiguer son nom de naissance.

#### Famille
Son père, David Goldzeiguer, est un immigré russe, fils d'un industriel juif du port d'Odessa, arrivé en France en 1905,. Il suit des études de médecine à Montpellier et devient docteur en 1913. Engagé volontaire, « à titre étranger », il sert dans les formations sanitaires au front, particulièrement à l'ambulance 5/16 de la 32e division d'infanterie.

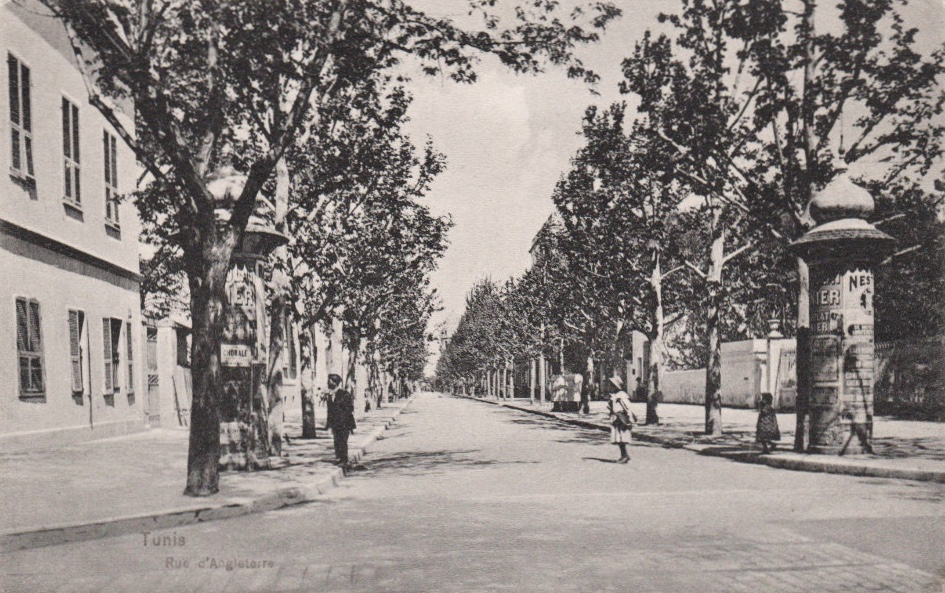
Tunis, rue d'Angleterre où habitait la famille Goldzeiguer.

Sa mère, issue d'une famille de petits vignerons du Midi, est institutrice à Bar-sur-Aube et infirmière pendant la Première Guerre mondiale. C'est dans un hôpital de campagne qu'elle rencontre le médecin Goldzeiguer. En 1919, ils s'installent à Tunis où ils se marient,,.

#### Jeunesse
En 1940, Annie Goldzeiguer découvre Alger, lors de vacances : « elle repart bien vite à Tunis pour échapper à la tutelle directe du régime de Vichy. Son père est cependant déporté en Grande Allemagne au camp d'Oranienbourg »,.

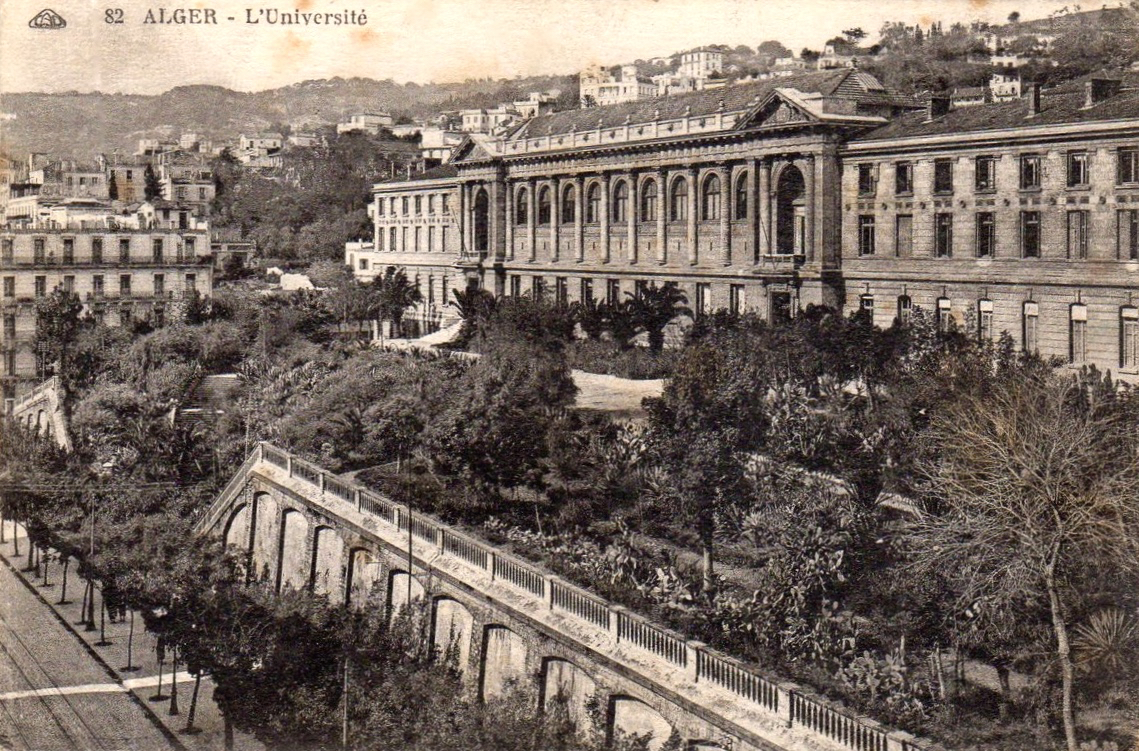
Université d'Alger, années 1920.

En 1943, avec sa mère, elle s'installe à Alger et s'inscrit à l'université : « j'ai vécu alors à Alger dans le milieu, fortement politisé, des étudiants de l'université. J'y ai participé à la manifestation du 1er mai 1945 : j'ai été traumatisée par la manifestation nationaliste et sa répression brutale. Mais le véritable choc fut le 8 mai 1945, quand j'ai vu et compris la riposte violente de l'aviation française sur la Petite Kabylie. J'ai alors vécu intensément la ruine de mes illusions ». De ces événements, date une prise de conscience anti-coloniale :
- « Avant guerre, ma famille habitait Tunis, où je suis née. J'appartenais à un milieu libéral, anti-raciste, laïque [...] Jusqu'alors [mai 1945], je voyais plutôt dans la colonisation une "mission civilisatrice". D'autant que, en Tunisie, mon père était médecin et avait accès à ceux qu'on appelait les "indigènes". À mon arrivée à Alger, ma première impression a été épouvantable. J'ai vu pour la première fois ce qu'était la colonisation. Elle était très différente de celle qui existait en Tunisie »[7].

#### Mariage
En 1948, elle épouse Roger Rey (1925-2010), saint-cyrien, officier d’active de l’armée française de 1944 à 1952 en Indochine et à Madagascar, devenu militant au service du FLN à partir de 1957. Elle l'avait rencontré à l'université d'Alger en 1943. Mariée, ayant deux enfants, elle le suit à Madagascar jusqu'en 1952.

#### Études
Elle obtient son bac à Alger en 1943 puis son agrégation d'histoire en 1947 à la Sorbonne à Paris.
Après les événements de mai 1945, Annie Goldzeiguer avait pris une décision : « Je me suis jurée de quitter l'Algérie et de n'y revenir qu'après l'indépendance. J'ai tenu parole » a-t-elle déclaré à Gilles Perrault en 1983. À Alger, en 1962, sous l'influence de Charles-André Julien, « elle consacre ses recherches, sa thèse sur le Royaume arabe et ses publications à l'histoire coloniale de l'Algérie, tout en revenant à la maison familiale près de Tunis ».
Elle soutient sa thèse en Sorbonne, le 14 mars 1974, sous le titre Royaume arabe et désagrégation des sociétés traditionnelles en Algérie,. Le directeur en est Charles-André Julien.

### Carrière professionnelle
Au retour de Madagascar, en 1952, Annie Rey-Goldzeiguer enseigne à Paris. Après sa thèse, elle devient maître de conférence, puis professeur, puis professeur émérite et enfin honoraire à l'université de Reims.
Selon sa fille, Florence Rey, Charles-André Julien : « souhaitait qu'elle quitte la fac de Reims pour celle de Tunis. Mais c'est à ce moment-là qu'on lui a signifié qu'elle n'y serait pas la bienvenue. Mais maman ne lâche jamais. Quand Bourguiba l'a reçue en lui disant : "vous êtes une dangereuse gauchiste", elle lui a répondu : "oui, une dangereuse gauchiste mais comme vous !". Ils ont discuté pendant deux heures et il lui a dit : "toi, tu repars plus". Elle est restée deux ans et elle dit toujours qu'elle a passé les plus belles années de sa vie en Tunisie ».
Annie Rey-Goldzeiguer a dirigé 13 thèses de doctorat

### Opinions politiques
À partir de 1952, Annie Rey-Goldzeiguer milite au PCF.
- « Elle est affectée à la cellule du XIe arrondissement [de Paris] qui est aussi celle de Gérard Spitzer et de Victor Leduc, qui sont critiques, à travers la publication oppositionnelle L'Étincelle, du refus du débat sur les crimes de Staline et sur le vote des pouvoirs spéciaux en Algérie par les députés communistes en mars 1956. Elle a aussi des échos des protestations de la cellule Sorbonne-Lettres par André Prenant, alors assistant de géographie à la Sorbonne, spécialiste de l'Algérie avec lequel elle partage un intérêt passionné pour tout ce qui se passe dans ce pays. Avec un grand ressentiment à l'adresse du PCF, Annie Rey-Goldzeiguer se joint au groupe de La Voie communiste et participe à l'aide au FLN »[3].

En 2011, elle est signataire d'un manifeste intitulé : « Non à un hommage national au général Bigeard ».
En 2014, elle participe à l'« Appel des 171 pour la vérité sur le crime d’État que fut la mort de Maurice Audin ».

### Don de sa bibliothèque
Annie Rey-Goldzeiguer a fait don de sa bibliothèque personnelle (3 500 ouvrages) à l'Institut d'histoire de la Tunisie contemporaine.

## Publications

### Ouvrages

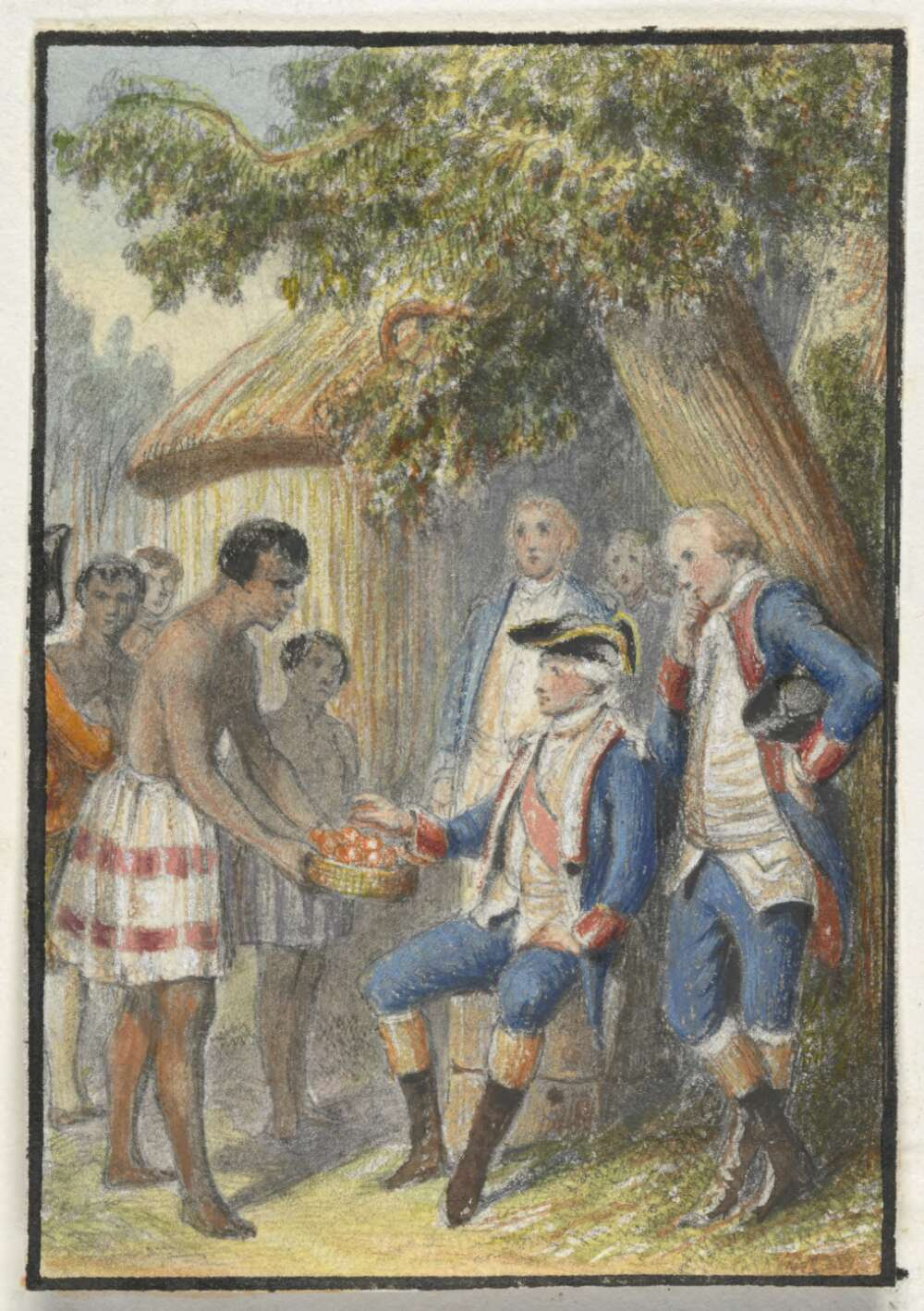
Bougainville à Tahiti.

- Le Royaume arabe. La politique algérienne de Napoléon III, 1861-1870, Alger, Sned, 1977.
- Histoire de la France coloniale, tome 1, « Des origines à 1914 »[18], Jean Meyer, Jean Tarrade, Annie Rey-Goldzeiguer, Armand Colin, 1991. Elle est l'auteur de la troisième partie : « La France coloniale de 1830 à 1870 ».
- Aux origines de la guerre d'Algérie, 1940-1945. De Mers-el-Kébir aux massacres du nord-constantinois, La Découverte, 2002.

### Articles
- « Les plébiscites en Algérie sous le Second Empire », Revue historique, tome CCXXXIX, 1963, p. 123-158.
- « L'occupation germano-italienne de la Tunisie : un tournant dans la vie politique tunisienne », in Les chemins de la décolonisation de l'empire français, 1936-1956, colloque IHTP, dir. Charles-Robert Ageron, 4 et 5 octobre 1984, éd. CNRS, 1986, p. 294-308. Extraits.

### Préfaces
- Élisabeth Mouilleau, Fonctionnaires de la République et artisans de l'empire. Le cas des contrôleurs civils en Tunisie (1881-1956), L'Harmattan, 2000.
- Charles-André Julien, L'Afrique du Nord en marche. Algérie, Tunisie, Maroc, 1880-1952, éd. Omnibus, 2002 (« Charles-André Julien (1891-1991). Une pensée, une œuvre, une action anticoloniales », p. III-XIII).